# Vilarinho das Paranheiras
Vilarinho das Paranheiras é uma povoação portuguesa do Município de Chaves com 183 habitantes (censo de 2021). Foi sede da extinta Freguesia de Vilarinho das Paranheiras, freguesia que tinha 4,55 km² de área e 220 habitantes (2011), e, por isso, uma densidade populacional de 48,4 hab/km².
A Freguesia de Vilarinho das Paranheiras foi extinta em 2013, no âmbito de uma reforma administrativa nacional, tendo o seu território sido anexado à freguesia de Vidago (União das freguesias de Vidago, Arcossó, Selhariz e Vilarinho das Paranheiras).

## População
| Número de habitantes | Número de habitantes | Número de habitantes | Número de habitantes | Número de habitantes | Número de habitantes | Número de habitantes | Número de habitantes | Número de habitantes | Número de habitantes | Número de habitantes | Número de habitantes | Número de habitantes | Número de habitantes | Número de habitantes |
| -------------------- | -------------------- | -------------------- | -------------------- | -------------------- | -------------------- | -------------------- | -------------------- | -------------------- | -------------------- | -------------------- | -------------------- | -------------------- | -------------------- | -------------------- |
| 1864                 | 1878                 | 1890                 | 1900                 | 1911                 | 1920                 | 1930                 | 1940                 | 1950                 | 1960                 | 1970                 | 1981                 | 1991                 | 2001                 | 2011                 |
| 388                  | 388                  | 434                  | 404                  | 392                  | 419                  | 464                  | 575                  | 540                  | 426                  | 345                  | 313                  | 254                  | 220                  | 220                  |

(Obs.: Número de habitantes "residentes", ou seja, que tinham a residência oficial nesta freguesia à data em que os censos  se realizaram.)